# Polycanthiidae
Polycanthiidae — родина двобічно-симетричних тварин класу Ацели.

## Класифікація
Родина включає в себе 1 рід з єдиним видом:
- Рід Polycanthus
  - Polycanthus torosus (Hooge, 2003)